# 五保村
五保村（ごほむら）は、かつて愛知県幡豆郡にあった村である。
現在の西尾市（旧・一色町）の一部（一色町大塚・一色町前野・一色町野田・一色町対米・一色町池田など）に該当する。

## 歴史
- 1878年（明治11年） -
  - 池頭村、池尾新田、中田村が合併し、池田村となる。
  - 熊野村、前後村が合併し、前野村となる。
- 1882年（明治16年） - 七平村、対米村が合併し、対米村となる。
- 1889年（明治22年）10月1日 - 池田村、前野村、対米村、大塚村、野田村が合併し、五保村が発足。
- 1906年（明治39年）5月1日 - 一色町、味沢村、栄生村、衣崎村と合併し、一色村が発足。同日五保村は廃止。

## 教育
- 五保尋常小学校（現・西尾市立一色東部小学校の前身校のひとつ）